# Адзуми (народ)
Адзуми (яп. 安曇族) — один из племенных народов древней Японии, как полагают, проживавших на севере острова Кюсю. Эти люди изначально жили к северу от Кюсю, были известны своими навыками ловли рыбы и плавания на лодках и жили на берегу моря. Причина, по которой этот мореходный народ оказался в этих горных районах, остается загадкой.